# Piłaki Małe
Piłaki Małe [piˈwaki ˈmawɛ] (tiếng Đức: Klein Pillacken, 1923-1945 Lindenwiese) là một ngôi làng thuộc khu hành chính của Gmina Budry, thuộc huyện Węgorzewski, Warmińsko-Mazurskie, ở phía bắc Ba Lan, gần biên giới với tỉnh Kaliningrad của Nga. Nó nằm khoảng 6 kilômét (4 mi)   phía đông nam Budry, 14 km (9 mi) về phía đông của Węgorzewo và 107 km (66 mi) về phía đông bắc của thủ đô khu vực Olsztyn.
Trước năm 1945, khu vực này là một phần của Đức (Đông Phổ).